# (仮)花嫁のやんごとなき事情
『(仮)花嫁のやんごとなき事情』（かりはなよめのやんごとなきじじょう）は、夕鷺かのうによる日本のライトノベル。イラストは山下ナナオが担当。B's-LOG文庫→ビーズログ文庫（エンターブレイン→KADOKAWA）より2012年6月から2017年2月まで刊行された。
メディアミックスとして、『B's-LOG COMIC』（KADOKAWA）より兔ろうとによるコミカライズ版がVol.24からVol.49まで連載された。
電子マンガ・ノベルサービス「ピッコマ」（カカオピッコマ）にて、ユーザーに最も読まれた作品「ピッコマBEST OF 2019」ノベル部門で1位となった。

## あらすじ
孤児院育ちの庶民フェルディアはユナイア国王女シレイネとうり二つな妖精のような外見を持つ。ある冬、病弱なシレイネ王女の影武者として「おままごとの結婚」であるワルプルギスの夜までに円満離婚する依頼を受け、エルラント帝国第三皇子・毒龍公クロヴィスのもとへ嫁ぐこととなる。しかし、新婚初夜にクロヴィスに殺されかけ、軟禁状態となる。召使い姿に変装し、情報収集を行う中でクロヴィスの優しい一面に触れ困惑する。一方、クロヴィスは2年前の「毒姫シレイネ」とまるで雰囲気が違った王女が、召使いフェルディアと5年前に一目惚れしたシレイネと同一人物だと気づく。そんなとき、2人は結婚祝いを口実に訪れた、ユナイア国嫌いの第二皇子イグレックの陰謀によって毒殺されかける。重症を負ったクロヴィスと生き残りをかけて婚姻の神誓を結んでしまう。ワルプルギスまでの離婚をかけたフェルディアと初恋の人物に思いを寄せるクロヴィス、そして呪毒と妖精の謎と共に物語が進む。

## 登場人物
フェルディア
通称フェル。17歳。淡い朱銀の髪に夕暮れ色の瞳を持ち、ユナイア国王女シレイネと鏡合わせの外見を持つ。孤児院育ちのド庶民で好きなモノはお金。
クロヴィス=クルヴァッハ=エルラント
通称クロウ。21歳。エルラント帝国第三皇子。「黒龍公」。ユナイア国と国境を接するクルヴァッハ領の領主。毒好きが高じて「毒龍公」と呼ばれている。
シレイネ=アリステル=ユナイア
ユナイア国第一王女。王宮から出られないほど病弱。
セタンタ=マクネッサ=ユナイア
一年前に即位したばかりのユナイア国の若き王。シレイネの兄。
ラナ
シレイネ付きの侍女。二国間の戦争によって故郷を最初に焼かれ、その恨みからシレイネ姫に嫌がらせを行う。
ケイ=サリタ
東方出身の黒龍城家来。大手商会エルネットさりたの経営者。
ガウェイン=ヘラルド
聖職者「吟遊詩人（バルド）」で孤児院の院長。フェルディアの育ての親。長身に引き締まった体躯を持つ美丈夫。その見た目に反し、フェルディアはじめ孤児院の子供達を溺愛するほどの優しさを持ち、オネエ口調で話す。
ジルフォード=グリフレイ=エルラント
エルラント帝国第一皇子。見た目は貴公子だが実態は裸族。「白龍公」
ミゼルカ=ティアシェ
ジルフォードの女護衛。
イグレック=ゼルク=エルラント
エルラント帝国第二皇子。「翠龍公」
ユアン=ヴァゼタ=エルラント
エルラント帝国第四皇子。「紫龍公」
パーシヴァル=エルラント
クロウの同母弟。エルラント帝国元第四皇子。生きていれば「藍龍公」
ヨミ=アグラヴェイン=エルラント
エルラント帝国第五皇子。「黄龍公」
キリヤ=イル=ティカル
クルヴァッハ南東部、ティカル高原に暮らす少数民族イル族の首長。

## 既刊一覧

### 小説
- 夕鷺かのう（著）・山下ナナオ（イラスト） 『(仮)花嫁のやんごとなき事情』 エンターブレイン→KADOKAWA〈B's-LOG文庫→ビーズログ文庫〉、全13巻
  1. 「〜離婚できたら一攫千金!〜」2012年6月27日初版発行（6月15日発売[2]）、ISBN 978-4-04-728113-4
  2. 「〜離婚できなきゃ大戦争!?〜」2012年10月26日初版発行（10月15日発売[3]）、ISBN 978-4-04-728429-6
  3. 「〜離婚できずに新婚旅行!?〜」2013年2月27日初版発行（2月15日発売[4]）、ISBN 978-4-04-728724-2
  4. 「〜離婚の前に身代わり解消!?〜」2013年7月25日初版発行（7月13日発売[5]）、ISBN 978-4-04-729019-8
  5. 「〜離婚の裏に隠れた秘密!?〜」2013年9月26日初版発行（9月14日発売[6]）、ISBN 978-4-04-729160-7
  6. 「〜円満離婚に新たな試練!?〜」2014年1月24日初版発行（1月14日発売[7]）、ISBN 978-4-04-729388-5
  7. 「〜離婚の誓いは教会で!?〜」2014年5月27日初版発行（5月15日発売[8]）、ISBN 978-4-04-729682-4
  8. 「〜離婚祭りは盛大に!?〜」2015年2月26日初版発行（2月14日発売[9]）、ISBN 978-4-04-730219-8
  9. 「〜離婚のはずが大波乱!?〜」2015年7月27日初版発行（7月15日発売[10]）、ISBN 978-4-04-730562-5
  10. 「〜離婚しちゃうと絶体絶命!?〜」2015年11月26日初版発行（11月14日発売[11]）、ISBN 978-4-04-730756-8
  11. 「〜最終決戦はついに離婚!?〜」2016年3月14日発売[12]、ISBN 978-4-04-730970-8
  12. 「〜結婚できたら大団円!〜」2016年8月12日発売[13]、ISBN 978-4-04-734205-7
  13. 「〜未来へ続く協奏曲〜」2017年2月15日発売[14]、ISBN 978-4-04-734328-3

### スペシャルブック
- 『(仮)花嫁のやんごとなき事情 〜すべての道は離婚に通ず？〜』2014年10月24日初版発行（10月14日発売[15]）、ISBN 978-4-04-729985-6

### アンソロジー
- 『ビーズログ文庫アンソロジー オトキュン!R 〜(仮)花嫁のやんごとなき事情〜』2015年12月14日発売[16] ※電子書籍

### 漫画
- 夕鷺かのう（原作）・山下ナナオ（キャラクター原案） / 兔ろうと（作画） 『(仮)花嫁のやんごとなき事情 〜離婚できたら一攫千金!〜』 KADOKAWA〈B's-LOG COMICS〉、全2巻
  1. 2015年7月15日発売[17]、ISBN 978-4-04-730546-5
  2. 2016年3月14日発売[18]、ISBN 978-4-04-730986-9